# 第17回ゴールデンラズベリー賞
第17回ゴールデンラズベリー賞は、第69回アカデミー賞授賞式前日の1997年3月23日にハリウッド・ルーズベルト・ホテルで発表・授賞式が行われた。

## 受賞とノミネートの一覧
受賞は太字、それ以外はノミネートである。

### 最低作品賞
- バーブ・ワイヤー/ブロンド美女戦記
- モンキー・リーグ/史上最強のルーキー登場
- D.N.A. ドクター・モローの島
- 素顔のままで
- ステューピッド おばかっち地球防衛大作戦

### 最低男優賞
- トム・アーノルド - スクール・ウォーズ もうイジメは懲りごり!、ドタキャン・パパ、ステューピッド おばかっち地球防衛大作戦（分け）
- キアヌ・リーブス - チェーン・リアクション
- アダム・サンドラー - ダーティー・ボーイズ、俺は飛ばし屋/プロゴルファー・ギル
- ポーリー・ショア - バイオドーム（分け）
- シルヴェスター・スタローン - デイライト

### 最低女優賞
- ウーピー・ゴールドバーグ - 僕のボーガス、エディー 勝利の天使、T-REX
- メラニー・グリフィス - あなたに逢いたくて
- パメラ・アンダーソン・リー - バーブ・ワイヤー/ブロンド美女戦記
- デミ・ムーア - 陪審員、素顔のままで
- ジュリア・ロバーツ - ジキル&ハイド

### 最低助演男優賞
- マーロン・ブランド - D.N.A. ドクター・モローの島
- ヴァル・キルマー - ゴースト&ダークネス、D.N.A. ドクター・モローの島
- スティーヴン・セガール - エグゼクティブ・デシジョン
- バート・レイノルズ - 素顔のままで
- クエンティン・タランティーノ - フロム・ダスク・ティル・ドーン

### 最低助演女優賞
- フェイ・ダナウェイ - チェンバー/凍った絆、Let'sチェックイン!
- ジェイミー・ガーツ - ツイスター
- メラニー・グリフィス - 狼たちの街
- ダリル・ハンナ - あなたに逢いたくて
- テリー・ハッチャー - ヘブンズ・プリズナー、トゥー・デイズ

### 最低スクリーンカップル賞
- ビーバス & バットヘッド - 劇場版ビーバス&バットヘッド DO AMERICA
- マーロン・ブランド & 獣人 - D.N.A. ドクター・モローの島
- マット・ルブランク & 機械じかけのお猿さんエド - モンキー・リーグ/史上最強のルーキー登場
- パメラ・アンダーソン・リーの感動的なまでの豊胸 - バーブ・ワイヤー/ブロンド美女戦記
- デミ・ムーア & バート・レイノルズ - 素顔のままで

### 最低監督賞
- アンドリュー・バーグマン - 素顔のままで
- ジョン・フランケンハイマー - D.N.A. ドクター・モローの島
- スティーヴン・フリアーズ - ジキル&ハイド
- ジョン・ランディス - ステューピッド おばかっち地球防衛大作戦
- ブライアン・レヴァント - ジングル・オール・ザ・ウェイ

### 最低脚本賞
- バーブ・ワイヤー/ブロンド美女戦記 - チャック・ファーラー、アイリーン・チェイケン、原案のダークホースコミックス
- モンキー・リーグ/史上最強のルーキー登場 - デヴィッド・M・エヴァンス、ケン・リチャーズ、ジェイナス・サーコン
- D.N.A. ドクター・モローの島 - リチャード・スタンリー、ロン・ハッチンソン、原作のH・G・ウェルズ
- 素顔のままで - アンドリュー・バーグマン、原作のカール・ハイアセン
- ステューピッド おばかっち地球防衛大作戦 - ブレント・フォレスター、原案のジェームズ・マーシャル、ハリー・アラード

### ジョー・エスターハス記念/興行収入1億ドル以上作品限定最低脚本賞
- ノートルダムの鐘 - タブ・マーフィ、アイリーン・メッキ、ボブ・ツディカー、ノニ・ホワイト
- インデペンデンス・デイ - ディーン・デヴリン・ローランド・エメリッヒ
- ミッション:インポッシブル - デヴィッド・コープ、スティーヴン・ザイリアン、ロバート・タウン、テレビシリーズ『スパイ大作戦』原作のブルース・ゲラー
- 評決のとき - アキヴァ・ゴールズマン、原作のジョン・グリシャム
- ツイスター - マイケル・クライトン、アン・マリー・マーティン

### 最低新人賞
- ビーバス & バットヘッド - 劇場版ビーバス&バットヘッド DO AMERICA
- エレン・デジェネレス - ミスター・クレイジー
- 映画スターになりたい『フレンズ』の面々、ジェニファー・アニストン、リサ・クドロー、マット・ルブランク、デヴィッド・シュワイマー
- パメラ・アンダーソン・リー - バーブ・ワイヤー/ブロンド美女戦記
- シリアス派女優へと生まれ変わったシャロン・ストーン - 悪魔のような女、ラストダンス

### 最低主題歌賞
- "Pussy, Pussy, Pussy" - 素顔のままで
- "Welcome to Planet Boom!" - バーブ・ワイヤー/ブロンド美女戦記
- "Whenever There is Love" - デイライト